# Maschsee-Quelle

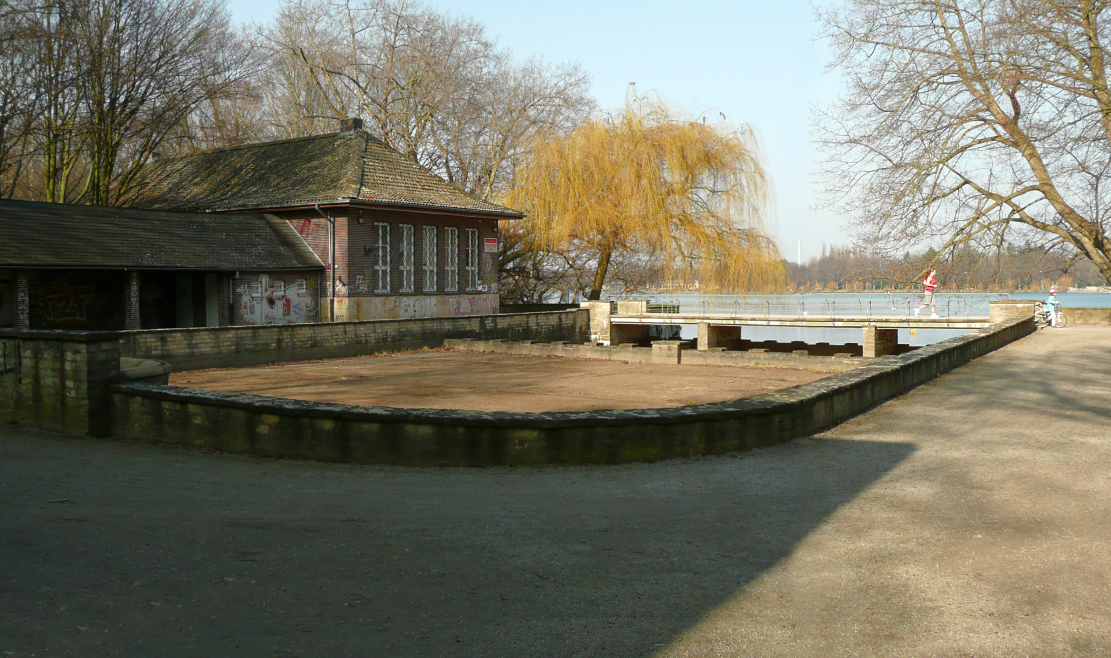
Das trockene Becken der „Maschseequelle“ und die „Brücke für Toleranz und Verständigung“ mit Blick in Richtung Maschsee

Die sogenannte Maschseequelle in Hannover ist eine denkmalgeschützte Wasserpumpen- und Filteranlagen-Einrichtung am Westufer im Süden des Maschsees. Das Baudenkmal unter der Adresse Karl-Thiele-Weg 35 nahe der Leine wird heute nur noch selten in Betrieb genommen, etwa bei Sauerstoffmangel im Maschsee oder Festivitäten wie dem Maschseefest. An die Maschseequelle schließt sich eine kleine, parkähnliche Blumenwiese an.

## Geschichte
Nachdem der Gründer des „vermutlich ersten Kanu-Clubs in Deutschland überhaupt“, der Rudersportler Karl Thiele, schon 1904 eine Maschsee-Kommission gegründet hatte, beschloss das hannoversche Bürgervorsteherkollegium noch in der Weimarer Republik 1932 den Bau des Maschsees mit Hilfe des von der Reichsregierung aufgelegten Arbeitsbeschaffungsmaßnahme-Programms. Nach langen Planungen wurde der Bau jedoch erst zur Zeit des Nationalsozialismus begonnen.

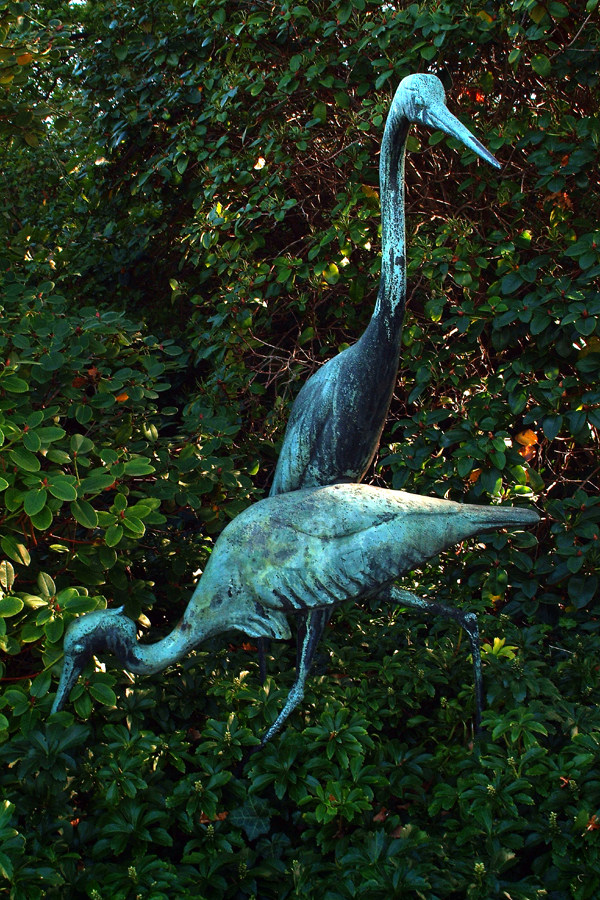
Ruth Meisners 1950 neugegossene Gruppe Fischreiher für die Bundesgartenschau 1951 im Stadtpark von Hannover

Zur Befüllung des künstlichen See mit Wasser entwarf der Architekt Schlenstedt eine Anlage mit Pumpen- und Filterhaus in Klinkerbauweise. Beide Häuser sind durch einen überdachten Rundbogengang miteinander verbunden. Zum Maschsee hin führt ein vorgelagertes und in Stufen abfallendes Becken, das von sechs kleinen Fontänen belebt wurde und über das eine Brücke führt.
Erstmals im November 1935 hoben die im Bauwerk integrierten Pumpen das Wasser für den Maschsee aus der Leine empor. Es floss zunächst durch zwei Trommelsiebe und wurde – bei Bedarf – auch von einer zusätzlichen Filteranlage gereinigt, bevor es an der künstlichen, sogenannten „Maschseequelle“ austrat.
Zur Zierde der Anlage hatte die erst kurz zuvor 1932 in Hannover zugezogene Keramikerin und Bildhauerin Ruth Meisner die Plastik Fischreiher geschaffen. Die Skulpturengruppe wurde im Zweiten Weltkrieg nicht durch die Nationalsozialisten zu Kriegszwecken eingeschmolzen, anders etwa die Figur des Oskar Winter am Holzmarktbrunnen. Stattdessen wurde sie 1950 gestohlen und nach einem Neuguss zur Bundesgartenschau 1951 im Stadtpark aufgestellt.
Da der künstliche Maschsee im Laufe der Zeit immer mehr durch Sinkstoffe aus der Leine „verschmutzt“ wurde, errichtete die Stadt ein zusätzliches Pumpenhaus in der Ricklinger Masch. Von dort wird Wasser seit 1962 aus den Ricklinger Kiesteichen durch eine 800 Meter lange unterirdische Leitung dem Maschsee unterhalb des Wasserspiegels zugeführt.

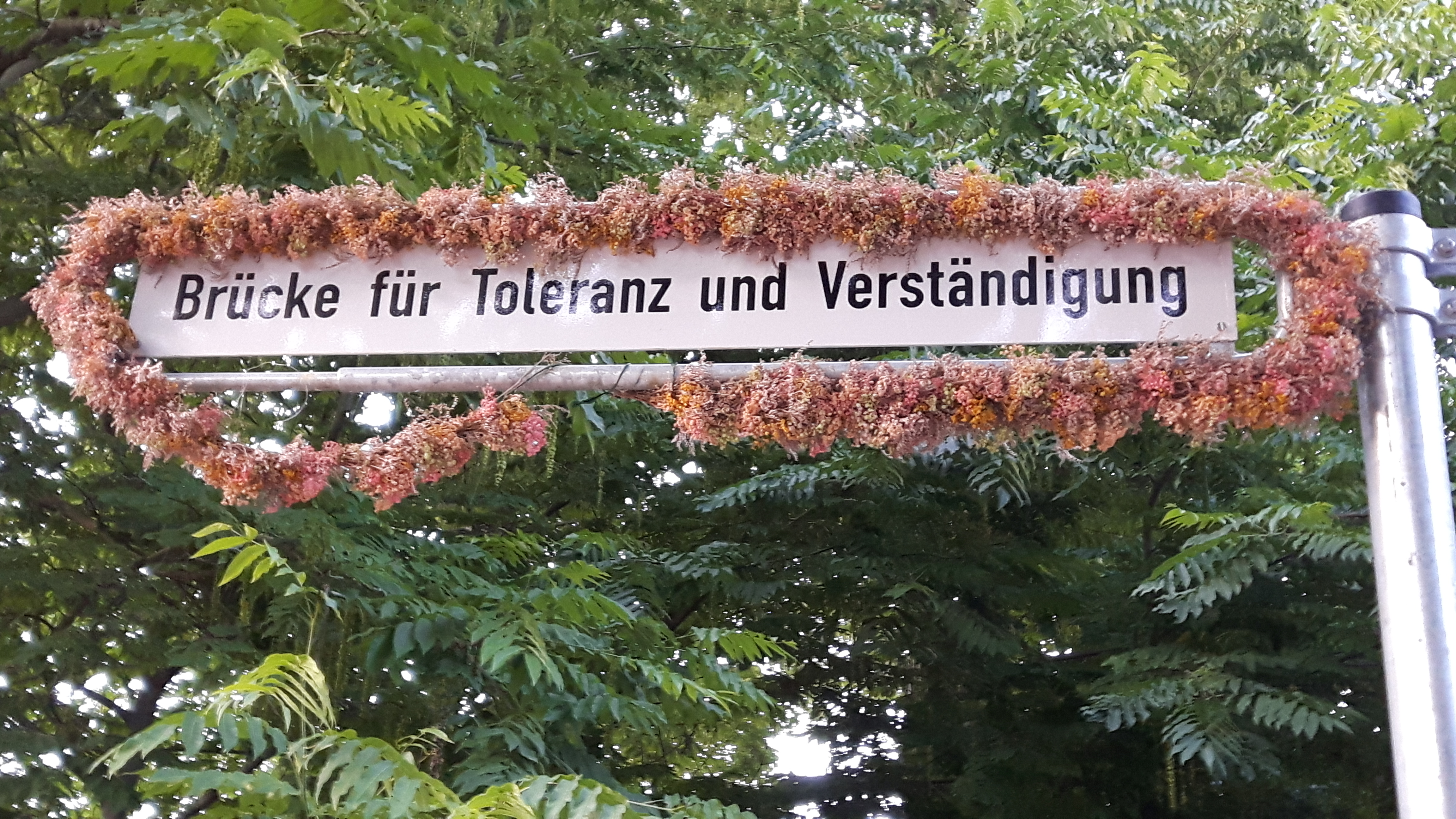
Das Schild der „Brücke für Toleranz und Verständigung“, die über das Becken der Maschseequelle führt

Zur Expo 2000 wurde nahe der Maschseequelle erneut eine Blumenwiese angelegt, wie sie dort auch schon vor dem Zweiten Weltkrieg bestand.
Eine kleine Fußgängerbrücke über das Becken der Maschseequelle wurde 2019 unter Beteiligung von Kommunal- und Landespolitikern auf den Namen „Brücke für Toleranz und Verständigung“ getauft. Anlass für das Motto waren die religiös motivierten Gewalttaten im Anschluss an die dänischen Mohammed-Karikaturen im Jahr 2005. Unter dem Motto „Für Toleranz und Völkerverständigung“ findet seit 2006 alljährlich das Drachenbootfestival Hannover auf dem Maschsee statt.